# Singular
Singular (ifølge egen hjemmeside skrives navnet SINGULAR) er et frit open-source computerprogram af typen Computer Algebra System (CAS) til brug indenfor regning og matematik. Singular findes til flere styresystemer og står under GNU General Public License.

## Programmeringssprog
Singular er skrevet i programmeringssproget C++

## Styresystemer
Singular findes til de tre styresystemer:
- Micrsoft Windows
- Apple macOS
- Linux

## Til programmets features hører
- Løse differentialligninger[5] (se tabel nedenfor)

## Historie
Singular er udviklet af et forskerteam ved Technische Universität Kaiserslautern i Rheinland-Pfalz, Tyskland. Til forskerteamet hører Wolfram Decker, Gert-Martin Greuel, Gerhard Pfister og Hans Schönemann.

## Online manual
https://www.singular.uni-kl.de/Manual/4-0-2/sing_469.htm

## Artikler
- G.-M. Greuel, G. Pfister: A Singular Introduction to Commutative Algebra (with contributions by O. Bachmann, C. Lossen, and H. Schönemann). Springer-Verlag, Berlin – Heidelberg – New York, 2002, ISBN 3-540-42897-6.
- C. Lossen, H. Schönemann: 21 Years of Singular Experiments in Mathematics. In: C. Lossen and G. Pfister (Herausgeber), Singularities and Computer Algebra. Lecture Notes of LMS, Cambridge University Press, 2006, ISBN 0-521-68309-2.
- C: Lossen, W. Decker: Computing in Algebraic Geometry: A Quick Start using SINGULAR. Springer-Verlag, Berlin – Heidelberg – New York, 2006, ISBN 3-540-28992-5.